# Творці: минуле
Творці: минуле — італійський науково-фантастичний фільм-фентезі режисера П'єрджузеппе Зайя. Зая написала сценарій разом з Елеонорою Фані. Фільм анонсували як першу частину запланованої трилогії. Основні зйомки почалися 2014 року, але фільм вийшов у кінотеатри лише в 2020 році. Його прокат в Італії зрештою постраждав від пандемії COVID-19.

## Про фільм
Фільм оповідає, чому пророцтво майя не збулося. Коли настане кінець 2012 року, у Всесвіті відбудеться надзвичайний парад планет, яке спричинить повне затемнення, котре буде можливим побачити з планети Земля. Вісім членів Галактичної Ради, що регулюють стабільність Всесвіту, збираються, аби обговорити наслідки майбутнього вирівнювання. Кожен із богоподібних членів Ради є «Творцем» — який керує власною планетою. Усі дані щодо планет, у тому числі таємниці ДНК відповідних видів, записуються в містичні об'єкти, відомі як лінзи.
Після повстання лорда Канаффа, регента планети Земля, Галактична рада втрачає контроль над об'єктивом, що містить записи всієї історії та спогадів людства. Дані, які містяться в об'єкті, містять таємницю про те, що людство було створене інопланетянами і всі релігії є обманом, щоби тримати людство під контролем. Софі, молодій жінкці, яку в дитинстві викрали інопланетяни, Творці доручають знайти зниклу лінзу. Рада Творців посилає жінку-воїна, леді Ейр, щоб схопити лорда Канаффа. Інший Творець, лорд Кал, таємно планує взяти під контроль Землю через Ілюмінатів, аби замінити власну вмираючу планету.

## Знімались
| Актор              | Роль |
| ------------------ | ---- |
| Вільям Шетнер      |      |
| Жерар Депардьє     |      |
| Брюс Пейн          |      |
| Елеонора Фані      |      |
| Марк Фіоріні       |      |
| Крістіна Піменова  |      |
| Себастьєн Фукан    |      |
| Деніел Маквікар    |      |
| Елізабетта Кораїні |      |